# Amway Classic 1994
Amway Classic 1994 — тенісний турнір, що проходив на відкритих кортах з твердим покриттям ASB Tennis Centre в Окленді (Нова Зеландія). Належав до турнірів 4-ї категорії в рамках Туру WTA 1994. Турнір відбувся вдев'яте і тривав з 31 січня до 6 лютого 1994 року. Третя сіяна Джинджер Гелгесон здобула титул в одиночному розряді й отримала 18 тис. доларів США.

## Фінальна частина

### Одиночний розряд
Джинджер Гелгесон —  Інес Горрочатегі 7–6, 6–3
- Для Гелгесон єдиний титул за сезон і 1-й — за кар'єру.

### Парний розряд
Патрісія Гі /  Мерседес Пас —  Дженні Бірн /  Джулі Річардсон 6–4, 7–6
- Для Гай це був єдиний титул за сезон і 2-й - за кар'єру. Для Пас це був єдиний титул за сезон і 24-й — за кар'єру.